# Xã Willow Creek, Quận Tripp, Nam Dakota
Xã Willow Creek (tiếng Anh: Willow Creek Township) là một xã thuộc quận Tripp, tiểu bang Nam Dakota, Hoa Kỳ. Năm 2010, dân số của xã này là 61 người.